# 山本武 (撮影監督)
山本 武（やまもと たけし、1940年〈昭和15年〉 - ）は日本映画の撮影監督。東京都出身。

## 経歴
父親は東宝の小道具係（火薬担当者）の山本久蔵。1959年、高校卒業後、父親の奨めで東宝特殊技術課の事務員として入社。4か月間の事務仕事を経て特殊技術課の撮影助手となる。1974年、『ゴジラ対メカゴジラ』にて撮影技師に昇格した。撮影現場を離れたあとは、整備工作部門でカメラの修理などを務めた。

## 主な作品

### 映画
| 公開年 | 公開年   | 作品名                                     | 制作（配給）                                 | 役職     | 概要             |
| ------ | -------- | ------------------------------------------ | -------------------------------------------- | -------- | ---------------- |
| 1959年 | 11月1日  | 日本誕生                                   | 東宝                                         | 撮影助手 |                  |
| 1959年 | 12月26日 | 宇宙大戦争                                 | 東宝                                         | 撮影助手 |                  |
| 1960年 | 4月10日  | 電送人間                                   | 東宝                                         | 撮影助手 |                  |
| 1960年 | 4月26日  | ハワイ・ミッドウェイ大海空戦 太平洋の嵐    | 東宝                                         | 撮影助手 |                  |
| 1961年 | 7月30日  | モスラ                                     | 東宝                                         | 撮影助手 |                  |
| 1961年 | 10月8日  | 世界大戦争                                 | 東宝                                         | 撮影助手 |                  |
| 1962年 | 3月21日  | 妖星ゴラス                                 | 東宝                                         | 撮影助手 |                  |
| 1962年 | 8月11日  | キングコング対ゴジラ                       | 東宝                                         | 撮影助手 |                  |
| 1963年 | 1月3日   | 太平洋の翼                                 | 東宝                                         | 撮影助手 |                  |
| 1963年 | 5月29日  | 青島要塞爆撃命令                           | 東宝                                         | 撮影助手 |                  |
| 1963年 | 10月26日 | 大盗賊                                     | 東宝                                         | 撮影助手 |                  |
| 1963年 | 12月22日 | 海底軍艦                                   | 東宝                                         | 撮影助手 |                  |
| 1964年 | 4月29日  | モスラ対ゴジラ                             | 東宝                                         | 撮影助手 |                  |
| 1964年 | 8月11日  | 宇宙大怪獣ドゴラ                           | 東宝                                         | 撮影助手 |                  |
| 1964年 | 12月20日 | 三大怪獣 地球最大の決戦                    | 東宝                                         | 撮影助手 |                  |
| 1965年 | 6月19日  | 太平洋奇跡の作戦 キスカ                    | 東宝                                         | 撮影助手 |                  |
| 1965年 | 8月8日   | フランケンシュタイン対地底怪獣             | 東宝 ベネディクト・プロ （東宝）             | 撮影助手 |                  |
| 1965年 | 10月31日 | 大冒険                                     | 東宝 渡辺プロダクション （東宝）             | 撮影助手 |                  |
| 1965年 | 12月19日 | 怪獣大戦争                                 | 東宝                                         | 撮影助手 |                  |
| 1966年 | 7月13日  | ゼロ・ファイター 大空戦                    | 東宝                                         | 撮影助手 |                  |
| 1966年 | 7月31日  | フランケンシュタインの怪獣 サンダ対ガイラ  | 東宝スタジオ ベネディクト・プロ （東宝）     | 撮影助手 |                  |
| 1966年 | 12月17日 | ゴジラ・エビラ・モスラ 南海の大決闘        | 東宝                                         | 撮影助手 |                  |
| 1967年 | 7月22日  | キングコングの逆襲                         | 東宝 ランキン・バス・プロダクション （東宝） | 撮影助手 |                  |
| 1967年 | 12月16日 | 怪獣島の決戦 ゴジラの息子                  | 東宝                                         | 撮影助手 |                  |
| 1968年 | 8月1日   | 怪獣総進撃                                 | 東宝                                         | 撮影助手 |                  |
| 1968年 | 8月14日  | 連合艦隊司令長官 山本五十六                | 東宝                                         | 撮影助手 |                  |
| 1969年 | 7月26日  | 緯度0大作戦                                | 東宝 ドン・シャーププロ （東宝）             | 撮影助手 |                  |
| 1969年 | 8月13日  | 日本海大海戦                               | 東宝                                         | 撮影助手 |                  |
| 1970年 | 8月1日   | ゲゾラ・ガニメ・カメーバ 決戦!南海の大怪獣 | 東宝                                         | 撮影助手 |                  |
| 1971年 | 7月24日  | ゴジラ対ヘドラ                             | 東宝                                         | 撮影助手 |                  |
| 1973年 | 12月29日 | 日本沈没                                   | 東宝映画 東宝映像 （東宝）                   | 撮影助手 |                  |
| 1974年 | 3月21日  | ゴジラ対メカゴジラ                         | 東宝映像 （東宝）                            | 撮影     | 富岡素敬と共同   |
| 1974年 | 8月3日   | ノストラダムスの大予言                     | 東宝映画 東宝映像 （東宝）                   | 撮影     | 富岡素敬と共同   |
| 1977年 | 12月17日 | 惑星大戦争                                 | 東宝映画 東宝映像 （東宝）                   | 撮影     |                  |
| 1978年 | 8月12日  | 火の鳥                                     | 東宝映画 手塚プロダクション （東宝）         | 撮影     |                  |
| 1980年 | 8月30日  | 地震列島                                   | 東宝映画 （東宝）                            | 撮影     | 長谷川光広と共同 |
| 1982年 | 9月11日  | 幻の湖                                     | 橋本プロダクション （東宝）                  | 撮影     |                  |
| 1983年 | 6月4日   | 日本海大海戦 海ゆかば                      | 東映東京撮影所 （東映）                      | 撮影     |                  |
| 1984年 | 3月17日  | さよならジュピター                         | 東宝映画 イオ （東宝）                       | 合成     |                  |
| 1984年 | 7月14日  | ウルトラマン物語                           | 円谷プロダクション （松竹）                  | 撮影     |                  |
| 1984年 | 12月15日 | ゴジラ                                     | 東宝映画 （東宝）                            | 撮影     | 大根田俊光と共同 |

### テレビ
- ウルトラマンA（1972年）[2]